# Elettaria
Elettaria es un género con una o dos especies de cardamomo, natural de la India, Sri Lanka, Malasia e Indonesia, donde crece en selvas tropicales lluviosas.
Algunas autoridades tratan este género con una sola especie E. cardamomum y otras añaden la E. repens.
Es una planta perenne herbácea aromática y acre que alcanza los 2-4 m de altura. Las hojas son alternas, lanceoladas de 4-6 dm de largo. Las flores son blancas al violeta pálido, La fruta es una vaina de color verde amarillo de 1-2 cm de largo que contiene semillas negras.

## Usos
El cardamomo es un ingrediente del curry y muy utilizado en la cocina asiática, también se utiliza para condimentar el té negro turco.

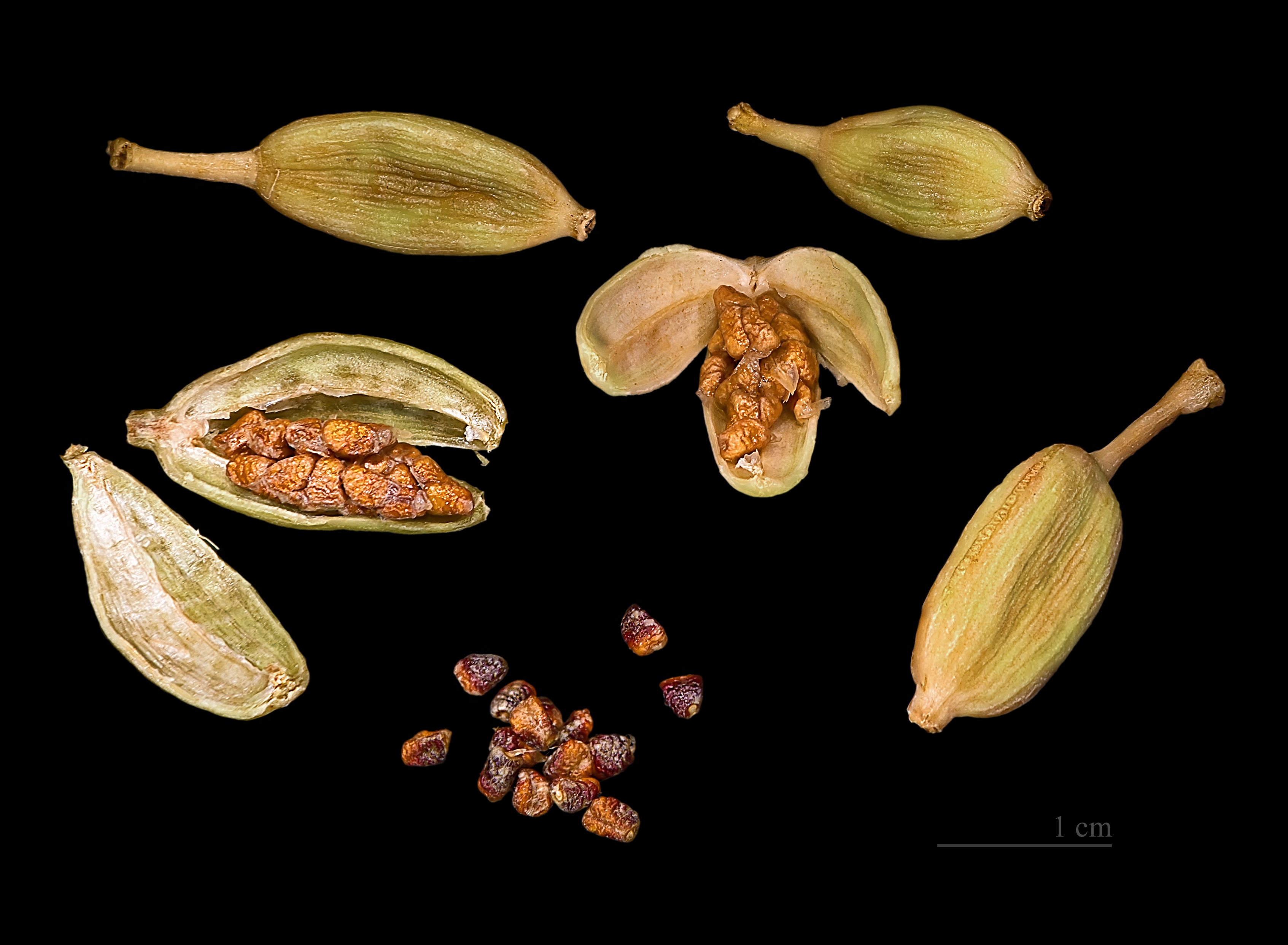
Semillas de cardamomo.

## Estudios
Las técnicas de marcadores moleculares basados en ADN han presentado resultados muy satisfactorios para evaluación de diversidad genética en gran número de especies vegetales. Entre estas pruebas se encuentran las técnicas AFLP, las cuales permiten detectar gran polimorfismo y tienen buena reproducibilidad (Becerra y Paredes, 2000). La técnica AFLP (Amplified Fragment Length Polymorphism), o producción de polimorfismo en la longitud de los fragmentos amplificados se ha utilizado con diferentes propósitos. como evaluar variedades de Manihot esculenta.

## Especies
- Elettaria brachycalyx S.Sakai & Nagam., (2000) (Borneo)
- Elettaria cardamomum (L.) Matón, (1811) - cardamomo verde o cardamomo verdadero
- Elettaria ensal (Gaertn.) Abeyw., (1959) (Sri Lanka)
- Elettaria kapitensis S.Sakai & Nagam., (2000) (Borneo)
- Elettaria linearicrista S.Sakai & Nagam., (2000) (Borneo)
- Elettaria longipilosa S.Sakai & Nagam., (2000) (Borneo)
- Elettaria longituba (Ridl.) Holttum, (1950)
- Elettaria multiflora (Ridl.) R.M.Sm., (1986) (Borneo)
- Elettaria rubida R.M.Sm., (1982) (Borneo)
- Elettaria stoloniflora (K.Schum.) S.Sakai & Nagam., (2000) (Borneo)
- Elettaria surculosa (K.Schum.) B.L.Burtt & R.M.Sm., (1972) (Borneo)